# جرشون
وفقا للتوراة، جرشون (بالعبرية: גֵּרְשׁוֹן‏) هو أكبر أبناء لاوي، والمؤسس أسرة الجرشونيين، وهم أحد الأفرع الرئيسية الأربعة لنسل اللاويين، تم تكليف الجرشونيين برعاية المسكن الخارجي مثل الخيمة والأغطية والأبواب، يعتبره علماء الكتاب المقدس هو نفسه جرشوم الذي ذُكر في أخبار الأيام الأول 6: 16 و17 و15: 7، أنجب جرشون ابنين هما لبني وشمعي، وقد أسسا أسرتين فرعيتين.